# Hospital Domingo Funes
El Hospital Domingo Funes es un establecimiento de salud público provincial ubicado a 50 km de la ciudad de Córdoba, en la localidad de Santa María de Punilla, Departamento Punilla, Provincia de Córdoba, Argentina. Localidad situada sobre la Ruta Nacional 38 (Argentina).

## Historia
El hospital debe su nombre a una resolución dada por el albacea de la herencia de Susana Funes de Pizarro Lastra, filántropa quien hiciera una fuerte donación para construir un establecimiento antituberculoso femenino, con la condición de que llevase su nombre. El albacea quien fuera el escribano Jacinto Fernández, determinó sin embargo colocar el nombre del padre de la benefactora al futuro hospital, Domingo Funes. Desde su creación, en el año 1939, el establecimiento pasó por varias etapas, siendo en sus inicios un hospital femenino nacional antituberculoso, es hoy en día un hospital provincial polivalente.

## Actividad Asistencial

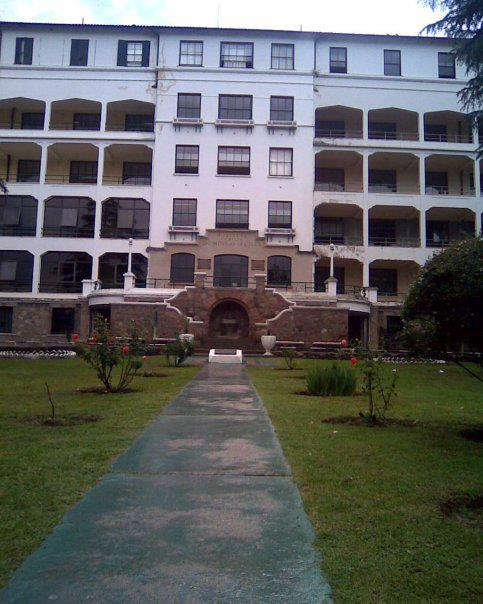
Fachada del Hospital

Centro de referencia regional, nivel II, el hospital Domingo Funes atiende a pacientes provenientes del Valle de Punilla, Cruz del Eje y provincias aledañas como La Rioja y Santiago del Estero, además a través del sistema provincial de derivación de pacientes recepta urgencias dentro de un radio aproximado de 100 km. 
Cuenta con médicos de guardia activa las 24 h del día, los 7 días de la semana, en las especialidades de Medicina Familiar, Medicina Interna, Cardiología, Terapia Intensiva, Nefrología, Neumonología, Infectología, Neurología, Pediatría, Neonatología, Tocoginecología, Cirugía General, Cirugía Toráxica, Cirugía Cardiovascular, Neurocirugía, Traumatología,y Anestesiología, auxiliados por los servicios de Enfermería, Kinesiología, Hemoterapia, Laboratorio y Radiología. Así también de lunes a viernes se realiza la atención a pacientes en consultorios externos en las principales especialidades y subespecialidades en horarios de mañana y tarde.

## Actividad Docente

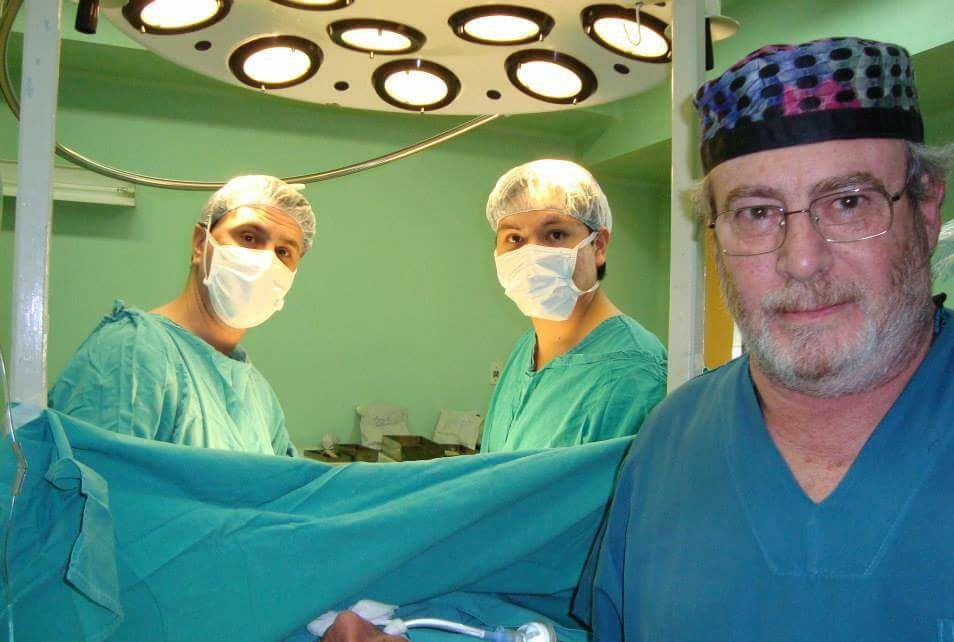
Entrenamiento quirúrgico, de izquierda a derecha: Dr. Cesar Brain, Dr. Robert Cubas, Dr. Carlos Echandi

Es además un centro formador de especialistas reconocido por la Secretaria de Graduados en Ciencias de la Salud de la Facultad de Ciencias Médicas de la Universidad Nacional de Córdoba y la Dirección General de Capacitación y Formación en Salud de la provincia de Córdoba dependiente del Ministerio de Salud entrenando médicos en las residencias y concurrencias de medicina familiar, clínica médica, terapia intensiva, gineco-obstetrica, y cirugía general; del mismo modo su actividad académica se extiende a médicos en búsqueda de un año de formación pre-post básico o año previo en las áreas de clínica médica y cirugía general y a estudiantes del último año de la carrera de medicina en su práctica final obligatoria, como también a estudiantes de las carreras de enfermería, nutrición, fisioterapia, bioquímica y farmacia.
El 23 de abril de 2012, el gobernador de la provincia de Córdoba, José Manuel de la Sota, junto al ministro de salud de la provincia, Carlos Simon y el Decano de la Facultad de Ciencias Médicas de la Universidad Nacional de Córdoba, Gustavo Irico, inauguraron el anexo de la Escuela de Enfermería Profesional de la Universidad Nacional de Córdoba el cual funciona en las instalaciones del hospital.

## Horarios
Los turnos para atención en consultorios externos se entregan a través de una línea telefónica dependiente del Gobierno de la Provincia de Córdoba.
Las Urgencias y Emergencias son atendidas por el Servicio de Guardia las 24 h, los 7 días de la semana.

## Contacto
Av. Deán Funes s/n, Villa Caeiro, Ruta Nacional 38, Santa María de Punilla, Córdoba. CP 5164, Argentina. Teléfonos: (3541)488-900  Fax: (3541)489-671